# Силадьи, Дежё
Дежё Сила́дьи (Дезидерий Силадьи, венг. Szilágyi Dezső; 1 апреля 1840, Орадя — 30 июля 1901, Будапешт) — венгерский юрист и политик.

## Биография
Дежё Силадьи — сын адвоката Лайоша Силадьи, старший брат офтальмолога Эте Силадьи. Учился в гимназии в Гросвардайне, затем изучал юриспруденцию в Венском и Будапештском университетах. В 1865 году защитил докторскую диссертацию. Некоторое время работал журналистом в газете Pesti Napló, затем занялся адвокатской деятельностью. С 1867 года служил в венгерском министерстве юстиции, занимая различные должности. В 1870 году по правительственной линии направлен на обучение в Англию, где изучал судоустройство и уголовное право. С 1871 года Силадьи входил в состав комитета по кодификации права при Совете министров и являлся депутатом венгерского парламента. До 1875 года состоял в партии Деака, в 1875—1877 годах — в Либеральной партии, в 1878—1889 годах — в объединённой оппозиции, позднее — Национальной партии. В 1889 году Кальман Тиса назначил Дежё Силадьи министром юстиции Венгрии, спустя год Силадьи активно участвовал в смещении Тисы с должности. Силадьи сохранил портфель министра юстиции вплоть до роспуска кабинета Шандора Векерле в 1895 году. В 1895-1898 годах Силадьи возглавлял венгерскую палату депутатов. На посту министра юстиции Силадьи провёл многочисленные реформы, в том числе либерализацию законов в области церковной политики с вводом обязательной гражданской регистрации браков и ввода системы записи актов гражданского состояния, обновил уголовно- и гражданско-процессуальное законодательство и систему исправительно-трудового законодательства. В 1874—1889 годах Силадьи преподавал политологию и уголовное право в Будапештском университете и издал несколько юридических трудов. В 1891 году получил чин тайного советника, в 1896 году удостоился ордена Железной короны 1-й степени, в 1897 году — ордена Красного орла.